# 韓原善
韓原善 （1584年—1628年），字继之，别號鵬南，直隸广平府東勝左衛軍籍山西趙城縣人。明朝政治人物。父韓應箕，字希皋，御史韓應庚次弟也。

## 生平
卢龙县学生，万历三十四年丙午科顺天乡试第九十七名举人，三十五年（1607年）丁未成进士，历任青浦、长洲县令，以治绩最，行取户部主事。丁父忧归，服闋，补兵部主事，四十七年四月，升辽东开原道佥事，辽东经略熊廷弼以开原、铁岭失陷，令韩原善驻扎沈阳，原善不敢行，天启二年正月，坐是被劾，令致仕归。崇祯元年卒。

## 家族
曾祖韓誠。祖父韓廷義，累封監察御史。伯父韓應庚，官御史。父韓應箕，字希皋，舉人、贡士。母宋氏。具庆下。兄原道、原性。弟原德。
《永平府志》：宋氏，佥宪韩原善继妻，封孺人，赋性贞静，年三十而寡，力持家政，遇前子广业慈爱，竭力以佐，膏火卒成名士。次弘业己出也。甫数岁夫亡，教之独严，后为县令。

## 引用
1. ↑  康熙十九年《卢龙县志·韩原善传》记载：“韩原善，字继之，别号鹏南。父应箕，字希皋，御史之次弟也。负文武才，兼精骑射，倜傥尚谊，有古剑客风，尝出两婴孺于剧盗手。凡疎族贫，交待以举火者恒数十人，有负债，贫者焚券不复索。构宗祠，修世墓，缮义塾，动费不赀，无几微吝色。以明经入对大廷，念陪次暮年直推逊之。后膺贡，竟不仕。原善生而颖悟，沉酣经史，旁及青鸟、黄石、《奇门遁甲》诸书，靡不研究，慨然有澄清天下之志。登万历丁未（三十五年，1607年）进士，授青浦知县。吴淞久塞，震泽、淀湖之水合流东下，民苦昏垫，为请赈请蠲请平粜请设粥糜，不遗余力，而躬行给散，卒事无哗者。它如裁公正，均荒绝，开津贴，苏塘夫，清漕兑，无不恳恻周至，邑人尸祝之。调繁⑴长洲，为吴郡首邑，赋役甲天下，又当水陆之冲，治之独游刃有余。县田一百二十三万三千亩，自创立官甲，政在乡绅，诡计花分，民户坐困。巡抚徐公请均之，原善身任劳怨，按亩科差，增役田三万一千四百七十顷。精于造士，是岁中乡闱者十人。五年，考最，以廉治窝访，触要人忌，仅迁户部郎。在县时，父尝斥产贻之佐廉。及转户曹，父益喜，为能不瘠民以媚当道也。旋丁外艰，服阕，补兵部。东事方棘，以不次推开元[原]兵备，拜命，疏陈：‘元气当调，人心当固，军属当优，疮痍当抚，款○当联，城障当缮，钱谷当核，侦探当明。’又言召募有‘六难’、有‘四易’。疏入，上遂俞发帑金七万四千抵关门，五十日募官兵一千六百余名，马六百五十余骑。甫出关，而开元[原]报陷，乃兼程趋至广宁。先是全辽军需仰给海运，莱、津岁运二十万卸三犋牛地，距辽六百余里，水陆烦费。原善冒雪行至海上，经画以登莱、海盖两道，累年会议不决者，定泊盖套，岁节费数千金，不匝月而完粮二十二万。其它论守御事宜，率格不行。丁母艰归，累荐不起，卒。原善生平孝友，性豪爽，有远略，周人之急，有如其身。所著诗文八卷，奏疏二卷，尺牍四卷，《六壬指掌》二卷。仲兄原性，廪生，有学行，性喜奖拔，千里之内负笈从游者甚众。庚午守榛子镇，遇变不屈死。长兄原道、弟原德，并以文学称，早世[逝]。子广业、弘业，见《科贡》、《艺文》。”
2. ↑  乾隆五十三年《青浦县志》记载：“韩原善，字继之，号鹏南，直隶卢龙人。万历三十五年进士，三十六年莅青浦。持躬庄慎，盛暑退食必衣冠。邑以水为患，是岁潦益剧，原善斋宿露祷，徒步风雨泥淖中，旋请赈、请蠲、请平粜、请设糜粥，且曰：‘救荒如救兵，非特用威难，用恩亦难也。’其散粟也，亲入乡，令民坐田塍间，随舟散给之。民入城，令列坐城上，随人唱给之。设粥入局，躬亲爨汲，尝旨否，撤局之日，复散钱以助耕者，饥民皆蒙实惠。又除博徒及讼师，擒无赖恶少年，立毙之，曰：‘除盗之本在是也。’漕卒横者请于上官，械常平仓前，漕减耗过半。”
3. ↑  乾隆十八年《长洲县志》记载：“韩原善，字继之，卢龙人。万历丁未进士，除青浦令，万历三十八年以才调繁长洲。持躬庄慎，盛暑退食，必衣冠以处。文牒必手自裁决，听讼执法不摇，虽津要不能干，然与士民相见，则春风穆如，几不知为长吏也。初，役法繁苛，率诡寄花分，役贫而漏富，力请均役，民累以苏。”
4. ↑  《明神宗实录》：万历四十七年四月乙卯，降新任开原道副使薛国用二级，其缺即以兵部主事韩原善升补。丙戌，经略辽东熊廷弼以开（原）铁（岭）失陷，令开原道佥事韩原善驻劄沈阳，以便责成。得旨：韓原善即赴沈阳，督同诸将共图战守。
5. ↑  《明憙宗实录》：天启二年正月，南京吏科给事中姜习孔等十三道御史郭一鹗等以大计纠劾原任山东济南道右布政使吴愈、云南按察司副使赵性粹、四川按察司副使徐久德、袁汝萃、原任贵州布政使司右参政朱化孚、河南布政使司右参议吴晖、原任陕西潼关兵备道副使孙大壮、原任江西按察司副使盛万年、原任广东岭南道副使洪纤若、山东督粮道右参议李万化、原任河南右参政周泰峙、贵州辰沅道副使武图功、江西岭北道按察司佥事梅国楼、原任辽东开原道佥事韩原善、两淮运使孙毓英、长芦运使张云翼、福建运使谭炜及凤阳府知府李枝秀、云南大理府知府薛承教、原任归德府知府高锵、原任柳州府知府梅绵祚、原任马湖府知府赵乾清、福建兴化府知府张南翀、庆阳府知府阮自华、松江府知府陶鸿儒、夔州府知府宋名世、原任汉阳府知府张纶音、河南南阳府知府颜容暄、原任南昌府知府徐逢聘、温州府知府李闻诗等，疏下部院。吏部会都察院考察天下诸司官员，吴愈、盛万年、赵性粹、徐久德、韩原善、谭炜及山西参政王建屏、贵州副使赵乾清、山东副使张铨、徐应元、湖广副使张纶音、山东佥事韩原善俱不谨；张云翼及两淮盐法道按察使袁世振、四川副使徐逢聘俱贪；朱化孚、周泰峙、武图功、吴晖、孙毓英及江西按察使沈朝烨、贵州参政熊鸣岐、湖广副使谢渭、黄景星、山西参议徐如翰、山东运使欧阳灿俱浮躁；李万化、洪纤若、孙大壮及山西右布政使金应凤、福建按察使朱彩、陕西按察使张崇礼、浙江参政王世德、山西参政梁应泽、贵州参政门逵、四川副使绳愆、云南副使杨绍中、广西副使黄元勋、陕西参议张士俊俱不及；袁汝萃、梅国楼俱老疾；并府州县杂职等员分别考察，奉旨褫职、闲住、致仕、降调各有差。
6. ↑  光绪十六年《上虞县志》记载：“韩广业，字子有，一字桃平。先世卢龙人。随父鹏南宦游。父殁，尽挟其小琅环书屋所储数万卷渡江而南，奇陈元暎诗文，渡曹娥江访之，遇于逆旅，偕之虞，家焉。子玉俭，字丰谷，克承家学，尤工诗，授徒讲学，以诗名当时。孙云，字汉倬，登康熙丁酉（五十六年，1717年）乡荐，工词翰，著作甚伙。”